# Mara Jade
Mara Jade Skywalker is een vrouwelijk personage in de Star Wars-franchise. Ze is geboren op 18 BBY op een onbekende planeet.

## Biografie
Mara Jade werd geboren in de tijd dat Darth Sidious en Darth Vader, alle leden van de Jedi aan het opjagen en vermoorden waren. Sidious nam Mara van haar ouders af en bracht haar naar Coruscant, waar ze getraind werd in de Kracht door hem.
Ze trainde samen met de Emperor's Royal Guard en verkreeg later de titel 'rechterhand van de Keizer'. Ze werd als sluipmoordenaar gebruikt om missies te volbrengen in naam van de Keizer. Na de dood van de Keizer werd Mara een smokkelaar en werkte voor smokkelaar Talon Karrde.
Ze leerde Luke Skywalker kennen, toen ze hem volgde naar de planeet Myrkr om hem te vermoorden. Door meerdere omstandigheden redde ze het leven van Luke, in plaats van hem te doden.
In het spel Star Wars Jedi Knight: Mysteries of the Sith is te zien dat Mara Jade, onder Kyle Katarn trainde om Jedi te worden. Later wordt deze training afgewerkt door Luke Skywalker.
Luke en Mara worden uiteindelijk verliefd en trouwen, tien jaar later krijgen de twee een zoon genaamd Ben Skywalker.
Mara wordt de Jedi Master van zowel Jaina Solo als Anakin Solo.
Wanneer Mara 57 is, is de tweede Galactische burgeroorlog begonnen. Mara Jade ontdekt dat Jaycen Solo, de zoon van Han Solo en Leia Organa de nieuwe Dark Sith Lord Darth Caedus geworden is.
Voor ze iemand hierover de waarheid kan vertellen, wordt ze echter vermoord.
Mara verandert niet onmiddellijk in een Force Ghost, maar besluit hiermee te wachten tot op haar begrafenis. Het moment dat haar moordenaar Jaycen Solo, die nog steeds een dubbele rol speelt, de begrafenis binnenkomt, maakt ze uiteindelijk contact met de force. Enkel haar zoon Ben heeft dit echter door. Haar echtgenoot Luke gaat achter en vermoordt de verkeerde persoon, Lumiya. Alhoewel Lumiya zeker niet onschuldig is. Zij is namelijk degene die Jaycen de opdracht gaf iemand uit zijn familie te vermoorden en Mara naar Jaycen toe te lokken door een paar laarzen van Ben aan de deur van het appartement van de Skywalkers te plaatsen, iets wat Luke en Mara als een bedreiging zagen. Toen Luke uiteindelijk Lumiya confronteerde, loog ze ook dat zij degene was die inderdaad Mara vermoordde. Jaycen wordt uiteindelijk gedood door z'n tweelingzus Jaina.

## In media
Mara Jade komt voor in veel spellen waaronder Star Wars: Empire at War, Star Wars: Galactic Battlegrounds, Star Wars Galaxies, Star Wars: The Force Unleashed, Star Wars Jedi Knight: Mysteries of the Sith. Er zijn heel veel boeken waar informatie over Mara Jade in staat, waaronder Heir to the Empire, Mara Jade: By the Emperor's Hand en Mara Jade: A Night on the Town.

## Stamboom Skywalkerfamilie
Stamboom van de familie Skywalker volgens de Expanded Universe:
| Cliegg Lars    | Cliegg Lars    | Cliegg Lars    | Cliegg Lars    | Cliegg Lars    | Cliegg Lars    |               |               | Shmi Skywalker   | Shmi Skywalker   | Shmi Skywalker   | Shmi Skywalker   | Shmi Skywalker   | Shmi Skywalker   |            |            |               |               |               |               |               |               |            |            |             |             |             |             |             |             |          |          |          |          |  |  |             |             |             |             |             |             |
| Cliegg Lars    | Cliegg Lars    | Cliegg Lars    | Cliegg Lars    | Cliegg Lars    | Cliegg Lars    |               |               | Shmi Skywalker   | Shmi Skywalker   | Shmi Skywalker   | Shmi Skywalker   | Shmi Skywalker   | Shmi Skywalker   |            |            |               |               |               |               |               |               |            |            |             |             |             |             |             |             |          |          |          |          |  |  |             |             |             |             |             |             |
|                |                |                |                |                |                |               |               |                  |                  |                  |                  |                  |                  |            |            |               |               |               |               |               |               |            |            |             |             |             |             |             |             |          |          |          |          |  |  |             |             |             |             |             |             |
| Owen Lars      | Owen Lars      | Owen Lars      | Owen Lars      | Owen Lars      | Owen Lars      |               |               | Anakin Skywalker | Anakin Skywalker | Anakin Skywalker | Anakin Skywalker | Anakin Skywalker | Anakin Skywalker |            |            | Padmé Amidala | Padmé Amidala | Padmé Amidala | Padmé Amidala | Padmé Amidala | Padmé Amidala |            |            | Bail Organa | Bail Organa | Bail Organa | Bail Organa | Bail Organa | Bail Organa |          |          |          |          |  |  |             |             |             |             |             |             |
| Owen Lars      | Owen Lars      | Owen Lars      | Owen Lars      | Owen Lars      | Owen Lars      |               |               | Anakin Skywalker | Anakin Skywalker | Anakin Skywalker | Anakin Skywalker | Anakin Skywalker | Anakin Skywalker |            |            | Padmé Amidala | Padmé Amidala | Padmé Amidala | Padmé Amidala | Padmé Amidala | Padmé Amidala |            |            | Bail Organa | Bail Organa | Bail Organa | Bail Organa | Bail Organa | Bail Organa |          |          |          |          |  |  |             |             |             |             |             |             |
|                |                |                |                |                |                |               |               |                  |                  |                  |                  |                  |                  |            |            |               |               |               |               |               |               |            |            |             |             |             |             |             |             |          |          |          |          |  |  |             |             |             |             |             |             |
|                |                |                |                |                |                |               |               |                  |                  |                  |                  |                  |                  |            |            |               |               |               |               |               |               |            |            |             |             |             |             |             |             |          |          |          |          |  |  |             |             |             |             |             |             |
| Luke Skywalker | Luke Skywalker | Luke Skywalker | Luke Skywalker | Luke Skywalker | Luke Skywalker |               |               | Mara Jade        | Mara Jade        | Mara Jade        | Mara Jade        | Mara Jade        | Mara Jade        |            |            | Han Solo      | Han Solo      | Han Solo      | Han Solo      | Han Solo      | Han Solo      |            |            | Leia Organa | Leia Organa | Leia Organa | Leia Organa | Leia Organa | Leia Organa |          |          |          |          |  |  |             |             |             |             |             |             |
| Luke Skywalker | Luke Skywalker | Luke Skywalker | Luke Skywalker | Luke Skywalker | Luke Skywalker |               |               | Mara Jade        | Mara Jade        | Mara Jade        | Mara Jade        | Mara Jade        | Mara Jade        |            |            | Han Solo      | Han Solo      | Han Solo      | Han Solo      | Han Solo      | Han Solo      |            |            | Leia Organa | Leia Organa | Leia Organa | Leia Organa | Leia Organa | Leia Organa |          |          |          |          |  |  |             |             |             |             |             |             |
|                |                |                |                |                |                |               |               |                  |                  |                  |                  |                  |                  |            |            |               |               |               |               |               |               |            |            |             |             |             |             |             |             |          |          |          |          |  |  |             |             |             |             |             |             |
|                |                |                |                |                |                |               |               |                  |                  |                  |                  |                  |                  |            |            |               |               |               |               |               |               |            |            |             |             |             |             |             |             |          |          |          |          |  |  |             |             |             |             |             |             |
|                |                |                |                | Ben Skywalker  | Ben Skywalker  | Ben Skywalker | Ben Skywalker | Ben Skywalker    | Ben Skywalker    |                  |                  | Jaina Solo       | Jaina Solo       | Jaina Solo | Jaina Solo | Jaina Solo    | Jaina Solo    |               |               | Jacen Solo    | Jacen Solo    | Jacen Solo | Jacen Solo | Jacen Solo  | Jacen Solo  |             |             | Tenel Ka    | Tenel Ka    | Tenel Ka | Tenel Ka | Tenel Ka | Tenel Ka |  |  | Anakin Solo | Anakin Solo | Anakin Solo | Anakin Solo | Anakin Solo | Anakin Solo |
|                |                |                |                | Ben Skywalker  | Ben Skywalker  | Ben Skywalker | Ben Skywalker | Ben Skywalker    | Ben Skywalker    |                  |                  | Jaina Solo       | Jaina Solo       | Jaina Solo | Jaina Solo | Jaina Solo    | Jaina Solo    |               |               | Jacen Solo    | Jacen Solo    | Jacen Solo | Jacen Solo | Jacen Solo  | Jacen Solo  |             |             | Tenel Ka    | Tenel Ka    | Tenel Ka | Tenel Ka | Tenel Ka | Tenel Ka |  |  | Anakin Solo | Anakin Solo | Anakin Solo | Anakin Solo | Anakin Solo | Anakin Solo |
|                |                |                |                |                |                |               |               |                  |                  |                  |                  |                  |                  |            |            |               |               |               |               |               |               |            |            |             |             |             |             |             |             |          |          |          |          |  |  |             |             |             |             |             |             |
|                |                |                |                |                |                |               |               |                  |                  |                  |                  |                  |                  |            |            |               |               |               |               |               |               |            |            | Allana Solo |             |             |             |             |             |          |          |          |          |  |  |             |             |             |             |             |             |

1. ↑  Star Wars: The Essential Guide to Characters (1st ed); pagina('s): 82.